# Camp (islas Malvinas)

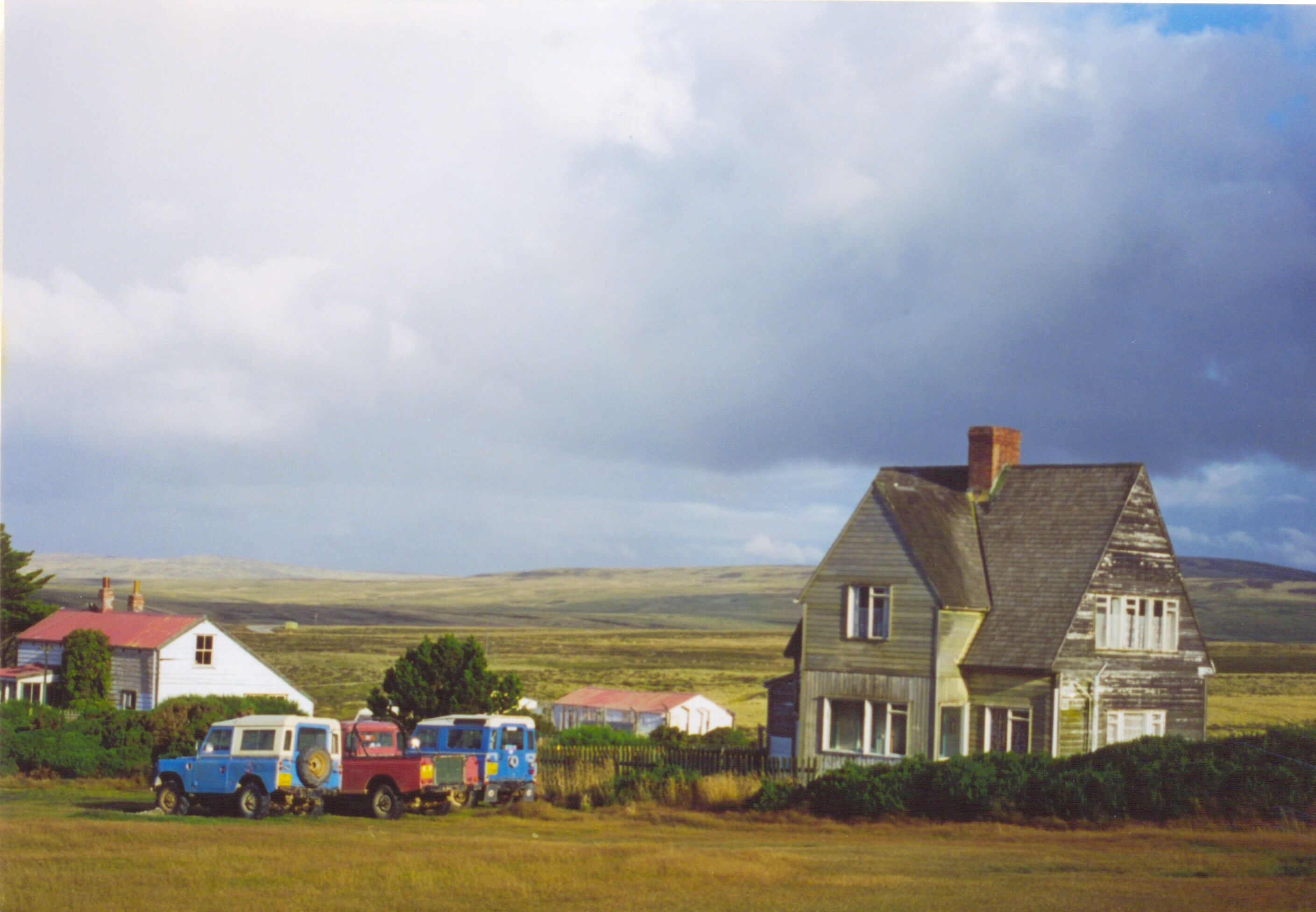
Un asentamiento del camp.

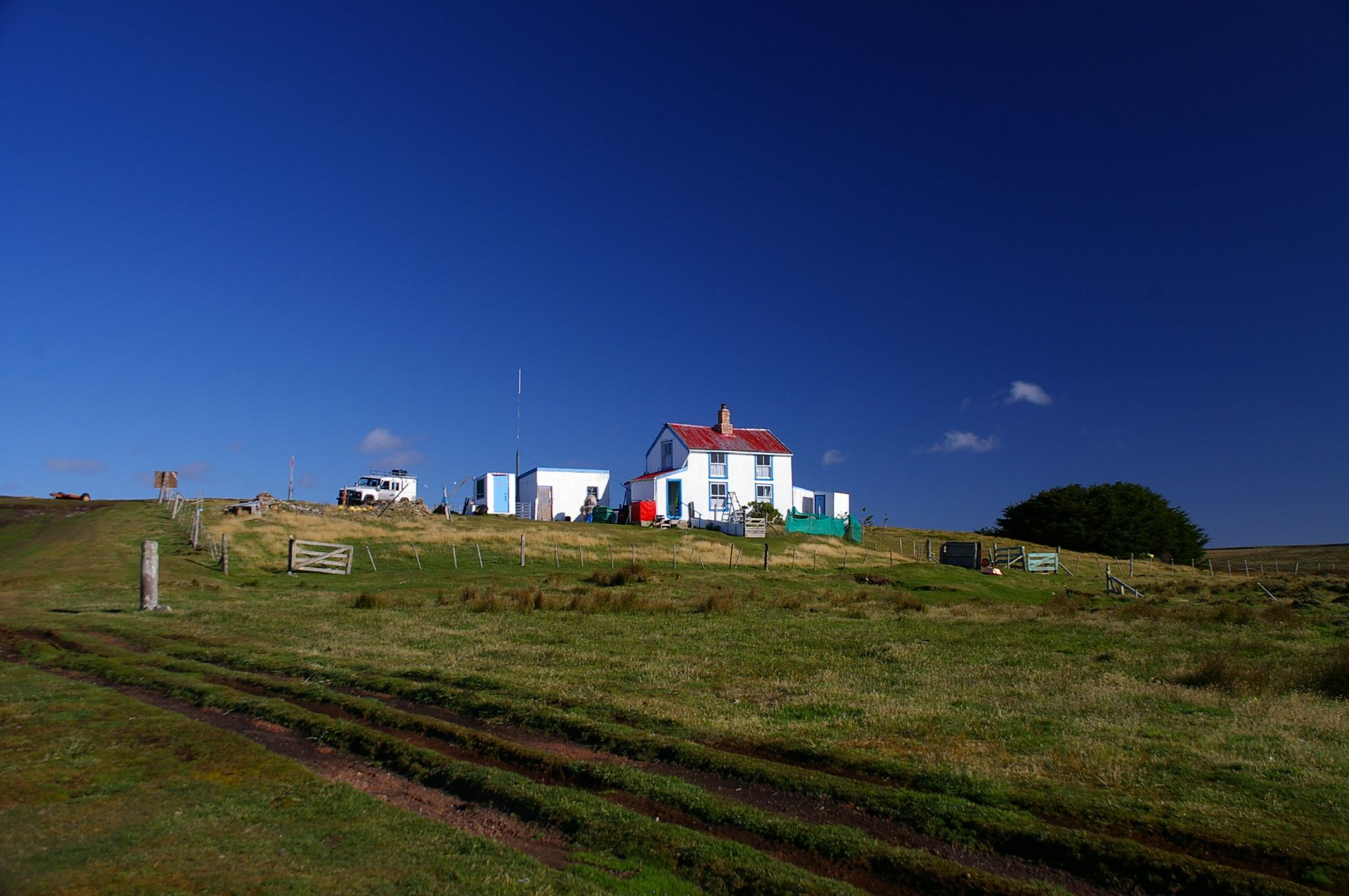
Vista de Punta Voluntarios.

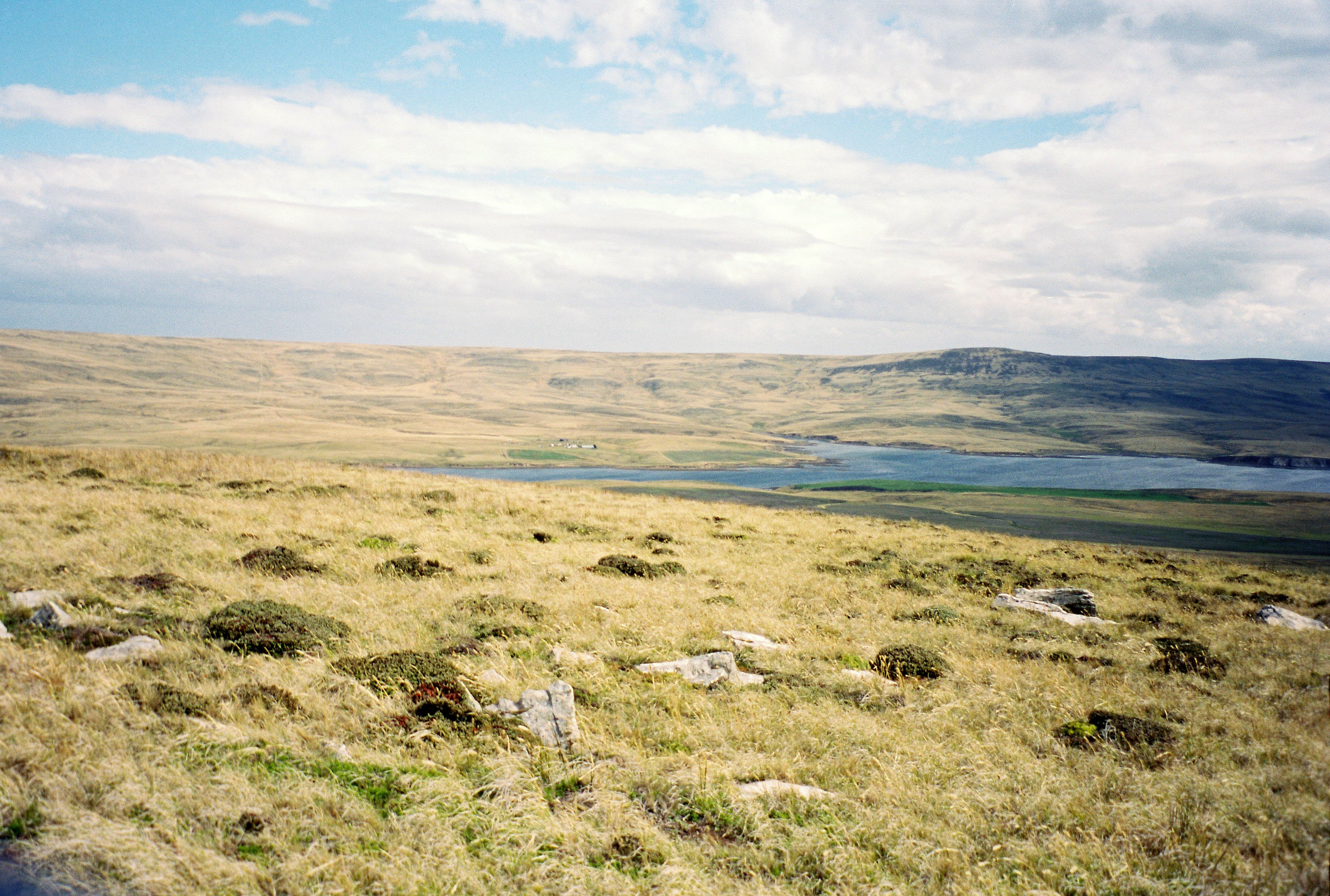
Paisaje típico.

El camp  es el término del inglés malvinense utilizado para cualquier región de las islas Malvinas que no forma parte de Puerto Argentino/Stanley ni de la RAF Mount Pleasant. El camp es también una circunscripción electoral que está representada por tres miembros de la Asamblea Legislativa de las Islas Malvinas.

## Características
La ganadería ovina es la principal actividad económica. Otras actividades incluyen la pesca, y el turismo (sobre todo la fauna local o excursiones relacionadas con la guerra de 1982). Muchas de las estancias que se encuentran aquí son propiedad de la Falkland Islands Company.
Gran parte de la historia de las islas Malvinas giró en torno a las vidas y estilos de vida de la comunidad rural, por parte de los agricultores y de los trabajadores que vivían en el Camp. De hecho, esta área fue habitada por gauchos rioplatenses hacia el siglo XIX que han contribuido a dar forma a la identidad de los isleños entre los años 1830 a 1850, y hoy en día su legado es visible en la genealogía de las Malvinas. También han dejado su legado en la cultura y el habla de los isleños y en la toponimia de muchos sitios.

## Población y sitios de interés
El camp contiene varios asentamientos pequeños, tales como Pradera del Ganso -el mayor de todos de la región, con 40 habitantes-, Bahía Fox, Puerto Darwin, Puerto Mitre, Brazo Norte y Puerto Soledad (el asentamiento más antiguo en las islas). La mayoría de la población del Camp vive en la isla Soledad, seguida por la isla Gran Malvina. Islas periféricas como Borbón, de los Leones Marinos, Remolinos, San José y del Rosario también están habitadas.
La suma de los asentamientos del camp, hacia 2012, era de 351 habitantes, conformando el 25% de la población total de las islas (que era de 2932 habitantes). La mayoría son hombres de origen local en edad de trabajar (entre 20 y 60 años). Entre los inmigrantes, se hallan británicos, originarios de la isla Santa Elena y Gibraltar, etc. La región también concentra el 17% de los 1650 personas habilitadas para votar en elecciones.
En últimos años, la población del camp ha ido retrocediendo, cayendo hasta un 3,3% entre 2006 y 2012, aunque esta última se trata de una tasa más lenta de deterioro que experimentado en el pasado. El gobierno local ve necesario aumentar la población en la región como parte del desarrollo de las islas. Este decrecimeinto se debe a las mejoras del nivel de vida en la capital y la introducción de nuevas tecnologías en algunos trabajos rurales.
La región también tiene instalaciones militares como Puerto Yegua y el puente colgante más austral del mundo: el puente Bodie Creek. Además, existen campos minados producto de la guerra de las Malvinas.

## Huso horario
Oficialmente, las Malvinas utiliza el UTC-3 para los meses de verano del año (y desde septiembre de 2010 ha sido el UTC-3 el huso horario en forma permanente), pero muchos residentes del camp utilizan UTC-4 durante todo el año, conocido en las islas como "tiempo del camp", y al ser distinto al de la capital isleña suele causar confusiones.